# Cis nesiotes
Cis nesiotes är en skalbaggsart som beskrevs av Perkins 1900. Cis nesiotes ingår i släktet Cis och familjen trädsvampborrare. Inga underarter finns listade i Catalogue of Life.